# Freycinetia gibbsiae
Freycinetia gibbsiae är en enhjärtbladig växtart som beskrevs av Alfred Barton Rendle. Freycinetia gibbsiae ingår i släktet Freycinetia och familjen Pandanaceae. Inga underarter finns listade.